# Kozašice
Kozašice je vesnice, část obce Jankovice v okrese Pardubice. Nachází se asi 0,5 km na severozápad od Jankovic. V roce 2009 zde bylo evidováno 52 adres. V roce 2001 zde trvale žilo 87 obyvatel.
Kozašice je také název katastrálního území o rozloze 2,85 km².